# Pandigueiro

Apalpador nas montanhas.

O Apalpador, Apalpa-Barrigas ou Pandigueiro é a figura mítica de um gigante carvoeiro que, segundo a tradição do Natal galego, mora nas montanhas do leste da Galiza (o Courel, Terra de Trives, Bierzo) e que desce, segundo as tradições, nas noites de 24 de Dezembro ou de 31 de dezembro para tocar a barriga dos meninos para ver se comeram bem durante o ano, deixando-lhes um montezinho de castanhas, eventualmente algum presente e desejando-lhes que tenham um ano vindouro cheio de felicidade e de alimento. Na zona falante de galego no Bierzo, paróquia de Santa Maria de Trives e nos Ancares em Leão também existe a figura da Pandigueira, Apalpadoira ou Apalpabarrigas em versão mulher. 

## Recuperação
O trabalho de recuperação desta figura começou em 2006 através da obra de José André Lôpez Gonçâlez, publicada através do Portal Galego da Língua vinculado com a Associaçom Galega da Língua. Um ano depois, a associação cultural compostelana A Gentalha do Pichel anunciou que iria começar uma promoção desta figura, visando a sua plena recuperação e normalização no âmbito do natal na Galiza, e utilizando como elemento central uma representação do artista galego Leandro Lamas. Desde então até à atualidade, a figura não deixou de popularizar-se, mesmo através de meios públicos como a Televisão de Galiza, e os demais meios da Companhia de Rádio-Televisão da Galiza.

## Música
Há algumas canções e toadas populares relacionadas com esta personagem que chegaram até os nossos dias e que são cantadas nas "noites de apalpadoiro" para advertir às crianças da iminente chegada do Apalpador e da necessidade de irem elas para a cama.

### Canções tradicionais
| Vai-te logo meu ninim/nininha, marcha agora pra caminha. Que vai vir o Apalpador a palpar - che a barriguinha. Já chegou o dia grande, dia do nosso Senhor. Já chegou o dia grande, E virá o Apalpador. Manhã é dia de cachela, que haverá gram nevarada e há vir o Apalpador c´uma mega de castanhas. Por aquela cemba, já vem relumbrando o senhor Apalpador para dar-vos o aguinaldo. |

| Hoje é dia do Natal, dia do Nosso Senhor ide logo para a caminha que vai vir o Apalpador. Hoje é dia do Natal, vai ninim para a caminha que vai vir o Apalpador a apalpar-che a barriguinha. |

## Galeria de imagens
- Figura do Pandigueiro na praça de Teixeiro, em Cúrtis, 2020.
- O Pandigueiro numa concentração da Plataforma Queremos Galego, 2012.